# Бадаюн
Бадаюн (англ. Budaun, хинди बदायूँ) — город на северо-западе центральной части штата Уттар-Прадеш, Индия. Административный центр округа Бадаюн.

## География
Абсолютная высота — 168 метров над уровнем моря. Расположен вблизи реки Ганг, в 42 км от Барейли, 175 км от Агры, 220 км от Дели и в 298 км от Лакнау.

## Население
По данным на 2013 год численность населения составляет 185 918 человек. Индуисты составляют 51 % населения города, мусульмане — 46 %, джайны — 1,7 %, представители других религий — 1,3 %. В районе Старого города доля мусульман достигает 93 %. Наиболее распространённые языки населения Бадауна — хинди и урду.
Динамика численности населения города по годам:
| 1991    | 2001    | 2011    | 2013    |
| ------- | ------- | ------- | ------- |
| 116 695 | 148 029 | 159 221 | 185 918 |

## Экономика
В Бадаюне располагаются несколько крупных и множество мелких промышленных предприятий. В городе и его окрестностях развиты производство моющих средств, химических удобрений, автозапчастей, спичек, табачных издений, сахара, риса и др.

## Известные уроженцы
- Абд ал-Кадир Бадауни — историк и переводчик Империи Великих Моголов.
- Низамуддин Аулия — один из наиболее значимых суфийских святых из ордена Чишти.